# هنري برينكمان
هنري برينكمان (بالهولندية: Henri Brinkman)‏ هو فيزيائي ورياضياتي وأستاذ جامعي هولندي، ولد في 1908، وتوفي في فبراير 1961.